# مونيك شاربونو
مونيك شاربونو هي مصممة مطبوعات كندية، ولدت في 25 يونيو 1928 في مونتريال في كندا، وتوفي بنفس المكان في 20 نوفمبر 2014.